# Earth Division
Earth Division – dziesiąty minialbum zespołu Mogwai, zrealizowany podczas sesji nagraniowej albumu Hardcore Will Never Die, But You Will, wydany 13 września 2011 roku w Wielkiej Brytanii i Stanach Zjednoczonych.

## Historia minialbumu
Cztery utwory Earth Division zostały nagrane podczas tych samych sesji, w trakcie których zarejestrowano materiał na wydany w 2011 roku album Hardcore Will Never Die, But You Will. Nagrywanie odbywało się pod kierunkiem Paula Savage’a i Dave’a McAulaya w studiu Chem 19 oraz Nialla McMenamina w Castle of Doom. Miksowania dokonał Paul Savage w Castle of Doom. On również wspólnie z Mogwai wyprodukował album.

To tylko utwory, które nie zmieściły się na albumie podczas sesji nagraniowej w zeszłym roku (Hardcore Will Never Die...). Zostały napisane w taki sam sposób, jak utwory na płytę. Brzmią bardziej jak utwór Singing Mountain, który skomponowaliśmy dla [artysty i współtwórcy Zidane] Douglasa Gordona.

## Lista utworów
Lista utworów na CD i informacje według Discogs:
| 1. | Get To France            | 2:26  |
|    |                          |       |
| 2. | Hound Of Winter          | 3:54  |
|    |                          |       |
| 3. | Drunk And Crazy          | 5:29  |
|    |                          |       |
| 4. | Does This Always Happen? | 4:45  |
|    |                          |       |
|    |                          | 16:34 |
|    |                          |       |
Nagrano w Chem19 i Castle Of Doom Studios.

### Muzycy
- John Cummings – gitara, śpiew
- Stuart Braithwaite – gitara, śpiew
- Barry Burns – gitara, fortepian, syntezator, śpiew
- Dominic Aitchison – gitara basowa
- Martin Bulloch – perkusja[3]

### Muzycy dodatkowi
- Luke Sutherland – skrzypce (2)
- Helen McSherry – wiolonczela (1, 3, 4)
- Emma Peebles – altówka (1, 3, 4)
- Roddy Long, Sian Holding – skrzypce (1, 3, 4)
- Tom Berry – kontrabas (1, 3, 4)[2]

### Pozostałe informacje
- Mogwai, Paul Savage – produkcja
- Davey McAulay, Niall McMenamin, Paul Savage – nagrywanie
- Anthony Crook – zdjęcia

## Odbiór

### Opinie krytyków
| Oceny łączne         | Oceny łączne |
| Publikacja           | Ocena        |
| -------------------- | ------------ |
| Album of the Year    | 71/100       |
| AnyDecentMusic?      | 7.3/10       |
| Metacritic           | 69/100       |
| Recenzje             |              |
| Publikacja           | Ocena        |
| All About Jazz       | [ 3 ]        |
| Consequence of Sound | C-           |
| Drowned in Sound     | 8/10         |
| God Is in the TV     | 4/5          |
| No Ripcord           | 7/10         |
| Pitchfork            | 6.4/10       |
| Prog Archives        | [ 12 ]       |
| The Skinny           | [ 13 ]       |
| Spectrum Culture     | 2.5/5        |
| Sputnikmusic         | 4.0/5        |

Album otrzymał średnią ocenę 69 na 100 na podstawie 10 recenzji krytycznych w podsumowaniu Metacritic, 71 na 100 na podstawie 9 recenzji w zestawieniu Album of the Year oraz 7.3 na 10 na podstawie 14 recenzji w zestawieniu AnyDecentMusic?.
„Ta czteroutworowa EP-ka, będąca efektem sesji Mogwai Hardcore Will Never Die, But You Will, kontrastuje z albumem, z którego się wywodzi” – zauważa Travis Persaud z magazynu Exclaim! i wyjaśnia: „O ile na Hardcore szkocki kwintet postawił na jasne melodie, o tyle materiał na Earth Division jest zarówno niepokojący, jak i czarujący, z aranżacjami smyczkowymi odgrywającymi [tu] znacznie większą rolę”.
„EP-ka zawiera cztery utwory, które kierują brzmienie zespołu w bardziej stonowaną stronę, zastępując energię z ostatniego albumu wytworną atmosferą” – ocenia Gregory Heaney z AllMusic.
„Cztery utwory, które tworzą Earth Division", są zupełnie inne, ale tak samo istotne jak album, z którego [sesji nagraniowej] zostały wyjęte” – uważa Michael Brown z Drowned in Sound.
„Cztery utwory, z których każdy trwa średnio około czterech minut, prezentują przede wszystkim najłagodniejsze, najbardziej melancholijne tendencje zespołu, tendencje, które na płytach LP zespołu są często inicjowane przez impulsy głośności, długie crescenda, biały szum i skumulowane efekty powtórek przez długie okresy z subtelnymi zmianami. Tutaj, z jednym wyjątkiem, brzmią tak, jakby były w formule ścieżki dźwiękowej” – ocenia Joe Tangari z magazynu Pitchfork.
Zdaniem Kevina Davisa z All About Jazz „wydana jako dodatek do Hardcore, krótka, stonowana EP-ka Earth Division funkcjonuje jako być może najbardziej kompetentna wizytówka kompozytorska Mogwai do tej pory. Trwająca niespełna siedemnaście minut Earth Division to rodzaj melodyjnego minimalizmu – czegoś, czego można by się spodziewać po ścieżce dźwiękowej do pewnego filmu Stanleya Kubricka, w którym Tom Cruise i Nicole Kidman grają wyobcowane małżeństwo, skłonne do niepokojących, seksualnych dewiacji”.
Natomiast według Alexa Younga z magazynu Consequence of Sound „Earth Division nie oferuje słuchaczom niczego nowego. Wieloletni fani wyśmieją się z beznamiętnego 'Get to France', a wiotkie dźwięki 'Hound of Winter' raczej nie przekonają wielu nowych słuchaczy. Pozostałe dwa utwory, 'Drunk and Crazy' i dramatyczny 'Does This Always' Happen?", nie są całkiem złe, ale nie robią większego wrażenia, brzmiąc zamiast tego jak wyjęte z sesji Hardcore Will Never Die”.